# 安室奈美江
もしかして
- 安室奈美恵

ではありませんか？